# Frederic Vermeulen
Frederic Vermeulen (Kortrijk, 16 april 1974) is een Belgisch econoom en schrijver. Hij is als gewoon hoogleraar verbonden aan de Faculteit Economie en Bedrijfswetenschappen van de KU Leuven. Hij is gespecialiseerd in micro-economie en micro-econometrie. Zijn onderzoek richt zich onder andere op de vraag hoe er binnen gezinnen beslissingen worden genomen omtrent de verdeling van tijd en geld, en wat de impact hiervan is op het individuele welzijn van de gezinsleden. 
In 2019 kreeg hij met twee collega-economen de prestigieuze Francquiprijs, die jaarlijks wordt toegekend door de Francqui-Stichting. De prijs gaat beurtelings naar een wetenschapper uit de humane, de exacte, en de biologische en medische wetenschappen.
In 2024 verscheen zijn debuutroman De heks van Gottem bij Uitgeverij Lannoo. In deze historische roman vertelt hij het verhaal van Anna De Coninck (Tanneke Sconyncx) die op het einde van de zestiende, begin zeventiende eeuw beschuldigd werd van hekserij. Vermeulen is een directe afstammeling van Tanneke Sconyncx.

## Biografie
Frederic Vermeulen deed zijn middelbare studies Economie-Wiskunde in het Sint-Amandscollege in Harelbeke en Kortrijk.
Na zijn middelbare studies schreef hij zich in voor de kandidaturen Toegepaste Economische Wetenschappen aan de Kortrijkse campus van de KU Leuven. Vermeulen vertrok daarna naar de UFSIA (nu opgegaan in de Universiteit Antwerpen) voor de licentie Toegepaste Economische Wetenschappen.
Na deze studies begon hij een doctoraat in de Economische Wetenschappen aan de KU Leuven, met professor André Decoster als zijn promotor. In zijn proefschrift, dat hij in 2002 verdedigde, ontwikkelde hij collectieve modellen om het arbeidsaanbodgedrag van individuen in meerpersoonsgezinnen te beschrijven en de impact op het keuzegedrag van hervormingen in de inkomensbelasting te analyseren.
In 2003 trok Vermeulen naar de Universiteit van Tilburg waar hij een postdoctoraal mandaat kreeg. Vervolgens werd hij er in 2005 docent aan het departement Econometrie en Operations Research om er enkele jaren later benoemd te worden tot hoogleraar in de micro-economie.
In 2012 keerde hij terug naar de KU Leuven als onderzoekshoogleraar aan het departement Economie. Drie jaar later werd hij er gewoon hoogleraar.
Hij was van juli 2012 tot september 2019 managing editor van The Economic Journal. Eerder zat hij in de editorial board van The Review of Economic Studies, en is hij associate editor van The Review of Economics of the Household en De Economist. Hij is een International Research Fellow aan het Institute for Fiscal Studies in Londen en het Institute of Labor Economics in Bonn.
Vermeulen woont in Antwerpen en heeft drie kinderen.

## Prijzen
In 2019 won Vermeulen samen met Laurens Cherchye en Bram De Rock de Francquiprijs. De drie economen ontwikkelden samen een methodologie waarmee ze de keuzes van individuele gezinsleden en de verdeling van geld en tijd binnen gezinnen op een betrouwbare manier kunnen verklaren en voorspellen. Met die methode kan de impact van bepaalde overheidsmaatregelen op het welzijn van individuele gezinsleden beter en nauwkeuriger gemeten worden.
In 2015 wonnen Laurens Cherchye, Bram De Rock en Frederic Vermeulen de Pioniersprijs van de KU Leuven. In 2007 wonnen ze de Prijs van de Vereniging voor Economie.
Vermeulen is gerankt in de top 10% in de IDEAS top van economen wereldwijd.